# أنتوني دبليو جاردينر
أنتوني دبليو جاردينر (بالإنجليزية: Anthony W. Gardiner)‏ (و. 1820 – 1885 م) هو سياسي، ومحام من ليبيريا ولد في فيرجينيا.